# Ляпинское княжество
Ляпинское кня́жество (Куноватско-Ляпинское княжество) — мансийское средневековое княжество на реках Ляпин и Северная Сосьва в районе нынешних посёлков Ломбовож и Саранпауль.

## Территория
Княжество располагалось на территории северо-западного Приобья, занимая бассейны рек Ляпин, Северная Сосьва, Сыня и Куноват.

## Состав населения
Состояло из хантов, манси и, возможно, представителей других этнических групп (ненцы, сибирские татары, коми-зыряне, впоследствии казаки). Князья, шаманы и свободные охотники. Практиковалось также патриархальное рабство.

## Численность населения
О численности населения Ляпинского княжества дают представление позднейшие данные о количестве людей, облагаемых ясаком в волостях, входивших первоначально в его состав (Куноватской, Ляпинской и Подгорной):
В 1628/29 г. ясачных людей числилось 294 человека;
В 1638/39 — 336;
В 1688/89 — 641
Эти числа необходимо умножить в несколько раз, поскольку женщины, старики и дети ясаком не облагались.

## Населённые пункты
В жалованной грамоте, выданной царем Фёдором Алексеевичем ляпинскому князю Лугую, названо 6 принадлежавших ему городков:
Куноват (Кун-аут-ваш)
Илчма
Ляпин (Лопынг-Ус)
Мункос (Мункес-пауль)
Юил (Сек-телек-уш)
Берёзов (Сугмут-Вош)
Юил, Мункос и Ляпин стояли на реке Ляпин (Сыгва) на протяжении 60 русских верст. Сугмут-ваш («Березовый город») был расположен примерно на месте русского Берёзова, в нескольких верстах от которого на берегу Северной Сосьвы, на мысу Пудовальном находились ещё два городка. Из них Куноват (Кун-аут-ваш, то есть «город на высоком мысу») стоял на берегу озера Куноватский Сор, через которое текла река Куноват. Ещё в XVIII веке можно было различить остатки Куноватского городища.

## Религия
Традиционное мансийское и хантыйское язычество.

## История
История начинается в XI веке нашей эры, в это время Новгородские купцы проникали в северную часть страны для торговли. Так продолжалось до уничтожения Новгородской республики. После в XV веке было образовано Куноватско-Ляпинское княжество. Оно торговало со своими соседями, такими как Обдорское княжество, Сосьвинское княжество. А так же Новгородцы совершали многочисленные походы в Югру, но терпели неудачу.
В 1496 году местными князьями было подписано соглашение о выплате ясака Сибирскому ханству, которое воевало с Русью.
После этого московские войска неоднократно совершали практически безрезультатные набеги на Югру. Судьбу Ляпинского княжества решил поход целого отряда воевод под руководством С. Ф. Курбского, предпринятый в 1499 году. Целью похода было уничтожение Ляпинского княжества, а численность московского войска составляла более 4000 воинов. Местные жители одержали победу у поселения Лопынг-Ус. Поход длился более года, при этом московские войска взяли штурмом 42 укрепленных селения, пленив при этом 58 местных князей и 1009 знатных людей. После этого похода московский князь Иван III включил в свой титул слова «Князь Кондинский и Обдорский».
Запись Вычегодско-Вымской летописи:

Лета 7007 повелев князь великий Иван воеводам своим князю Петру Ушатому да князю Семену Курбскому да Василью Бражнику на Югорскую землю да на Куду на Вогуличи, а с ними ярославци, вятчаны, устюжаны, двиняне, важане, пенежане да князи Пётр да Феодор дети Васильевы Вымского с вычегжаны, вымичи, сысолечи 700 человек. Шедшу князь Пётр Ушатой с вологжаны, двиняны, важаны Пенегою, Колою, Мезенью, Пезою, Чильмою на Печору-реку на Пусту, идучи самоядцов за князя великого привели. А князь Семёна да Василья Бражника со вятчаны, устюжаны, вычегжаны сождався здесь, городок заруби для людеи князя великого. Осеневав, отсель воеводы развелися. Князи Пётр да Семён шедшу Щелью да Ляпины на Югру да на Куду, а Василей на князеи вогульских на Пелынь. Они же шедшу пеши зиму всю, городы поимаша и земли их воеваша, а князей ослушников в Москву приведоша, да земских людем к целованью по их вере за князя великого. Зимы тое убиен бысть князь Петр Вымской.

К успеху «Ляпинской операции» привела тактическая хитрость: от низовий Оби войско прошло через территорию Пелымского княжества. На Печоре в районе её слияние с рекой Усса пути Курбского и Василия Бражника разошлись. Бражник от Пустозерска прошел почти до Тюмени (Пелыма), а Курбский с Устюга по Вычегде, Печоре до Полярного Урала. Затем полководцы ударили с двух сторон: с юга и севера; а не там, где их ждали: с запада от Ляпина.
Однако основная цель экспедиции достигнута не была, и полный разгром Ляпинского княжества не состоялся. Только в 1586 г. ляпинский князь Лугуй признал власть московского государя, но и он стал в отношении к нему в положение полунезависимое. Он обязался платить ежегодно ясак — 7 сороков соболей на год, но выговорил себе право доставлять дань непосредственно на Вымь. С тем царь брал его под своё покровительство, и московским воеводам запрещалось «воевать его и племя его всё, и людей, которые в тех шти городках живут». Под властью Москвы Ляпинское княжество сохраняло таким образом некоторое время известную долю независимости. Лугую наследовал его сын Шатров. В 1605 году он восстал против русских и приступал к Берёзову; в 1607 г. он снова поднял оружие против русских в союзе с обдорскими хантами, но был разбит, захвачен в плен кодскими хантами и повешен.
После гибели Шатрова Ляпинское княжество распалось на свои составные части: из него выделились «подгорные» ханты, образовавшие отдельную волость, и Куноватская волость. В Куновате утвердилась одна из линий княжеского рода Лугуя — Артанзиевы.
В 1767 г. куноватский князь Яков Артанзиев, приходившийся будто бы праправнуком Лугую, добился у русского правительства официального признания своего княжеского достоинства. Артазиевы сохранили свою власть даже в XIX в. и продолжали пользоваться правами собственности на тундру и судебной властью над куноватскими хантами. В собственно Ляпинской волости местные князьки из рода Кушкула Наева существовали не только в течение XVII и XVIII столетий, но даже и в XIX и XX веках.

## Правители
- Лугуй конца XVI
- Шатров Лугуев
- Яков Артанзиев
- Князья Шешкины (с конца XVII века).